# ابوعمرو معقل سرخسی
ابو عمرو احمد بن محمد بن معقل سرخسی، از مشاهیر سرخسی و معروف به الکتاب است. وی متولد ده مزینان بوده و محل تولد و وفاتش در همین ده و سال وفاتش را سال 352 هجری قمری نقل کرده اند.